# GNU gatekeeper
GNU Gk o GNU Gatekeeper es un software de telefonía IP multiplataforma, como hace referencia su nombre es software libre. Cumple funciones de gatekeeper operando con bajo la implementación OpenH323 (basada en la recomendación H.323). Este término se utiliza para otros usos.
Posee las funciones descritas por la recomendación H.323 para un Gatekeeper
- Traducción de direcciones.
- Control de admisiones.
- Control de ancho de banda.
- Administración de zonas.
- Control de señalización de las llamadas.
- Autorización de llamadas.
- Administración de ancho de banda.
- Administración de llamadas.

Se opera en los sistemas: Linux, FreeBSD, OpenBSD, NetBSD, Windows, Solaris y Mac OS X.